# MEET門脇
MEET門脇（みーとかどのわき）は、宮城県石巻市門脇町にある震災伝承交流施設である。

## 概要
木造二階建の構造になっており、屋内の施設ではプロジェクションマッピングや立体模型、壁新聞などが展示されており、震災前後の門脇・南浜町の状況や防災について学ぶことができる施設である。
MEET門脇のロゴは川崎市高津区所在のデザイン制作会社「ノクチ基地」が手がけた。

## 名称の由来
「MEET門脇」のMEETは「March.11・Education・Exhibition・Theater」の略語であり、「3月11日を原点に、つながる人々が変化する・悲しみと願いを示す・命を守れる希望を伝える」といった理念が込められている。

## 利用案内
- 開館時刻：10:00～17:00（最終入館は16:30）[2]
- 休館日：不定休だが、毎週月曜日[2]
- 利用料金：高校生以下は無料、大人は一人300円[2]

## 付近
- 石巻南浜津波復興祈念公園
- 旧石巻市立門脇小学校
- 日和大橋
- 日和山

## アクセス
- JR石巻駅（仙石線・仙石東北ライン・仙石東北ライン）から徒歩で約40分、車で約10分[2]
- 石巻駅前からミヤコーバス山下門脇線に乗車し、「門脇四丁目」にて下車後、徒歩1分[2]
- 三陸沿岸道路
  - 石巻河南ICから車で約15分
  - 石巻港ICから車で約20分